# Tales from Riverdale
Tales from Riverdale war ein Comic-Digest-Magazin von Archie Comics Publications, das erstmals 2005 gedruckt wurde. Das Format hat sich gegenüber den alten Büchern geändert: Tales from Riverdale enthielt eine mehrteilige Titelgeschichte und der Rest waren Nachdrucke oder neue Geschichten.

## Themen
Die erste Ausgabe war wie ein Schuljahrbuch gestaltet und schilderte die Ereignisse des vergangenen Jahres an Archies Schule, der Riverdale High.
In Heft Nr. 3 wurde erstmals die Manga-Version von Josie and the Pussycats vorgestellt.
Auch Sabrina – Total Verhext!-Geschichten waren in diesem Digest enthalten, allerdings in der Stilrichtung der Zeichentrickserie. In dieser Version wurde Sabrina durch Repulsa, die Königin der Kobolde, wieder in ein zwölfjähriges Mädchen verwandelt, sodass die Geschichten von ihren Abenteuern als Jugendliche erzählten. Das Gruselglas und Onkel Quigly kamen ebenfalls vor. Hilda und Zelda Spellman waren ebenfalls viel jünger dargestellt, vermutlich in ihren mittleren oder späten Teenagerjahren. Gelegentlich traten die Figuren auch in Betty und Veronica-Digests auf.
Wendy Weatherbee hatte ihren ersten Auftritt im Digest Tales From Riverdale Nr. 10 (2006).
In Ausgabe Nr. 22 gab es eine Geschichte mit dem Titel Civil Chores. Darin streiten sich Archie, Jughead und andere Freunde um das Thema Taschengeld: Während einige eine Erhöhung fordern, sind andere dagegen – allerdings wohl nicht ohne Hintergedanken. Die Geschichte war ursprünglich als Zweiteiler konzipiert, wurde schließlich aber auf drei Teile erweitert.

## Ende
Der Titel wurde im August 2010 mit Heft Nr. 39 eingestellt. Gleichzeitig endeten alle vier Digests, um Platz für zwei neue Doppel-Digest-Reihen zu schaffen.